# BBC Radio 1 Live in Concert (Caravan)
BBC Radio 1 Live in Concert is het twintigste album van de Britse progressieve-rockband Caravan. BBC Live In Concert is een opname van een concert dat op 21 maart 1975 door Caravan gegeven is in het Paris Theatre in Londen.

## Tracklist
1. "Introduction" - 0:29
2. "The Love In Your Eye" - 15:42 (Pye Hastings)
3. "For Richard" - 17:21 (David Sinclair)
4. "The Dabsong Conshirtoe" - 18:58 (David Sinclair /J.Murphy)
5. "Hoedown" - 5:28 (Pye Hastings)

## Bezetting
- Pye Hastings - zang, gitaar
- Richard Coughlan - drums
- David Sinclair - keyboards
- Mike Wedgwood - basgitaar, zang
- Geoff Richardson - altviool, gitaar, dwarsfluit